# Estemonítides
Stemonitida és un ordre de fongs mucilaginosos dins el regne Amoebozoa.

## Sistemàtica
Font:
- Ordre Stemonitida
  - Família Stemonitidae
    - Brefeldia
    - Amaurochaete
    - Colloderma
    - Diacheopsis
    - Enerthenema
    - Macbrideola
    - Lamproderma
    - Stemonitis
    - Comatricha